# リヴァー〜ジョニ・ミッチェルへのオマージュ
『リヴァー〜ジョニ・ミッチェルへのオマージュ』（原題：River: The Joni Letters）は、アメリカ合衆国のジャズ・ミュージシャン、ハービー・ハンコックが2007年にヴァーヴ・レコードから発表したスタジオ・アルバム。

## 背景
ハンコックとしては9年ぶりのアコースティック・ジャズ・アルバムに当たる。収録曲の大部分はジョニ・ミッチェルのカヴァーだが、デューク・エリントンの「ソリチュード」、ウェイン・ショーターがマイルス・デイヴィスに提供した「ネフェルティティ」といった、ミッチェルが作曲に関与していない曲も含まれている。「ティー・リーフの予言」のカヴァーには、ミッチェルがボーカルで本人参加しており、さらにノラ・ジョーンズ、ティナ・ターナー、コリーヌ・ベイリー・レイ、ルシアーナ・ソウザ、レナード・コーエンもゲスト・ボーカリストに起用された。ハンコック自身は本作の方向性に関して「彼女（ミッチェル）の歌詞は多くの場合、特定の場所、はたまた特定の登場人物の出来事を丹念に描写している。私たちはそれについて議論して、歌詞の題材をほとんど視覚的に表現してみようというアイディアに落ち着いた。強いて言えば、映画的なアプローチで、サウンドトラックを作るような感じさ」と語っている。
本作に参加したミュージシャンのうちハンコックとウェイン・ショーターは、ミッチェルのアルバム『ミンガス』（1979年）にゲスト参加している。また、本作では長年にわたりミッチェルと共同作業を行ってきたラリー・クラインが共同プロデューサーに起用された。
レコーディングは主にアバター・スタジオとオーシャン・ウェイ・スタジオで行われたが、ティナ・ターナーのボーカルはスイスのチューリッヒ、コリーヌ・ベイリー・レイのボーカルはイングランドのヨークシャーで別録りされた。

## 反響
アメリカの総合アルバム・チャートBillboard 200では5位に達し、キャリア初の全米トップ10アルバムとなった。また、『ビルボード』のコンテンポラリー・ジャズ・アルバム・チャートでは1位を獲得した。
日本のオリコンチャートでは15週トップ300入りし、2008年2月25日に最高51位を記録した。

## 評価
第50回グラミー賞では、本作が最優秀アルバム賞と最優秀コンテンポラリー・ジャズ・アルバム賞を受賞し、収録曲「青春の光と影」は最優秀ジャズ・インストゥルメンタル・ソロ賞にノミネートされた。なお、ジャズのアルバムがグラミー賞最優秀アルバム賞を受賞するのは、スタン・ゲッツとジョアン・ジルベルトのコラボレーション・アルバム『ゲッツ/ジルベルト』以来43年ぶりであった。
ジョン・ケルマンはAll About Jazzにおいて5点満点中4.5点を付け「ジョニ・ミッチェルが現在に至るまで有しているジャズ的な気質を、さらなる優れた解釈で強化してみせた見事なディスク」と評している。Thom Jurekはオールミュージックにおいて5点満点中4点を付け「ジャズ・ファンにとっては、彼（ハンコック）およびショーターの素晴らしき新章で、新たな聴き方が楽しめる。ポップ・ファンおよびミッチェルのファンにとっては、別世界に突入し素晴らしい経験をする静かなる第一歩となり得る」と評している。また、ジョン・L・ウォルターズは2007年10月4日付の『ガーディアン』紙のレビューで5点満点中3点を付け「強力なボーカル・パフォーマンスが即興演奏と互角にせめぎ合っている曲が聴き所で、例えば"Edith and the Kingpin"におけるティナ・ターナーの荘厳な声、ミッチェル自身による"Tea Leaf Prophecy"、"The Jungle Line"におけるレナード・コーエンの風変りだが輝かしい歌が、ハンコックによる天下一品のアコースティック・ピアノを従えている様が挙げられる」と評している。

## 収録曲
特記なき楽曲はジョニ・ミッチェル作。
1. コート・アンド・スパーク - "Court and Spark" - 7:36
  - フィーチャリング：ノラ・ジョーンズ
2. イーディスと親玉 - "Edith and the Kingpin" - 6:33
  - フィーチャリング：ティナ・ターナー
3. 青春の光と影 - "Both Sides, Now" - 7:39
4. リヴァー - "River" - 5:26
  - フィーチャリング：コリーヌ・ベイリー・レイ
5. スウィート・バード - "Sweet Bird" - 8:17
6. ティー・リーフの予言 - "Tea Leaf Prophecy" (Joni Mitchell, Larry Klein) - 6:35
  - フィーチャリング：ジョニ・ミッチェル
7. ソリチュード - "Solitude" (Eddie DeLange, Duke Ellington, Irving Mills) - 5:44
8. アメリア - "Amelia" - 7:28
  - フィーチャリング：ルシアーナ・ソウザ（英語版）
9. ネフェルティティ - "Nefertiti" (Wayne Shorter) - 7:31
10. ジャングル・ライン - "The Jungle Line" - 5:01
  - フィーチャリング：レナード・コーエン

### 日本盤ボーナス・トラック
1. ア・ケイス・オブ・ユー - "A Case of You" - 7:51

### 2017年エクスパンド・エディション盤ボーナス・ディスク
これら4曲はアルバム本編とは別のセッションで、ベースはデイヴ・ホランドに代わりラリー・クラインが担当して、ディーン・パークス（ギター）とパウリーニョ・ダ・コスタ（パーカッション）も参加している。
1. "A Case of You" - 7:42
2. "All I Want" - 4:13
  - フィーチャリング：ソーニャ・キッチェル（英語版）
3. "Harlem in Havana" - 8:15
4. "I Had a King" - 8:34

## 参加ミュージシャン
ゲスト・ボーカリストに関しては上記「収録曲」参照。
- ハービー・ハンコック - ピアノ
- ウェイン・ショーター - ソプラノ・サクソフォーン、テナー・サクソフォーン
- リオーネル・ルエケ（英語版） - ギター
- デイヴ・ホランド - ベース
- ヴィニー・カリウタ - ドラムス